# Picolină
Picolina este oricare dintre izomerii metil-piridinei, cu formula (CH3C5H4N). Toți izomerii sunt lichide incolore cu un miros caracteristic similar cu cel al piridinei. Sunt miscibile cu apa și cu majoritatea solvenților organici.
Analogii superiori sunt denumiți lutidine (dimetilpiridine, precum 2,6-lutidină) și collidine (trimetilpiridine).

## Izomeri
| Denumiri                                | CAS#       | p.top. (°C) | p.fie. (°C) | pKa ion piridiniu | Structură  |
| --------------------------------------- | ---------- | ----------- | ----------- | ----------------- | ---------- |
| 2-metilpiridină, α-picolină, 2-picolină | [109-06-8] | -66.7       | 129.4       | 5.96              | α-picolină |
| 3-metilpiridină, β-picolină, 3-picolină | [108-99-6] | -18         | 141         | 5.63              | β-picolină |
| 4-metilpiridină, γ-picolină, 4-picolină | [108-89-4] | 3.6         | 145.4       | 5.98              | γ-picolină |